# Plaubelia
Plaubelia là một chi rêu trong họ Pottiaceae.